# Marcello Creti
Marcello Creti (Roma, 16 aprile 1922 – Sutri, 1º gennaio 2000) è stato un inventore e sensitivo italiano.
Fin da giovanissimo è stato autore di molteplici invenzioni e brevetti.

## Biografia
Nato a Roma in una famiglia benestante, Creti afferma, fin da piccolo, di vedere in sogno o in stato di trance macchine e grafici di una certa complessità che poi quando ritorna cosciente riproduce e inizierà a brevettare.
Il padre, spiritista, ritiene che l'attività del figlio sia da attribuire ad altre entità e quindi spinge il figlio a partecipare alla sedute spiritiche fino a che lo stesso Marcello si convince di essere un medium. Destò da subito l'attenzione dei giornali (che lo indicavano come il più giovane inventore d'Italia) e dello stesso Benito Mussolini che lo riceve e lo incoraggia. Nel 1947 acquista le rovine del monastero benedettino di San Luca ubicato nel comune di Guarcino per istituirvi il Centro Romano Esperimenti Tecnico Industriali (C.R.E.T.I.), dove tra le altre attività tiene lezioni gratuite ai ragazzi meno abbienti. Negli anni '60 accantona, anche se non completamente, il suo lavoro di inventore per dedicarsi all'esplorazione, che è un'altra sua grande passione.
Moltissimi sono stati i suoi viaggi; il più famoso, cui poi seguì la realizzazione di un documentario, è quello realizzato al Polo nord. Negli anni 1970 i suoi studi si concentrano sull'archeologia e la mineralogia. La grande quantità di materiale ritrovato gli permetterà di aprire una Mostra mineraria permanente nell'ambito della Associazione Culturale Marcello Creti a Sutri.
Fonda a Sutri il gruppo degli Ergoniani, che si propone di preparare "superuomini e superdonne" grazie all'Ergos, ovvero l'energia radiante governante ogni scienza. Ma in seguito il Creti soppresse tale denominazione e quanto ad essa correlato e proseguì le sue attività come  "Associazione Culturale Marcello Creti".
Muore nel 2000 poco tempo dopo una apparizione al Maurizio Costanzo Show.

## Onorificenze
- Premio di Primo Grado con Medaglia d'Oro -  Nel 1939 a soli 17 anni viene conferito a Marcello Creti da Pietro Badoglio, per aver risolto un problema tecnico che gli consentì di realizzare la nota invenzione del Telefono Amplificato, comunemente detto Viva Voce.[senza fonte]

## Invenzioni che gli si attribuiscono
- 1930 cacciavite prensile (permetteva di collocare o estrarre una vite anche in posti poco accessibili).
- 1936 prova valvole e prova circuiti.
- 1937 amplitele (telefono vivavoce). Brevettato nel 1937 con il n. 357707.[11]
- 1938 telefono plurimo (doppia linea usatissimo in campo militare poiché permetteva il collegamento simultaneo tra più persone che si trovavano in luoghi differenti). Brevettato nel 1938 con il n. 368324
- 1939 riflettore antiaereo al magnesio (faro funzionante senza corrente elettrica e proiettante un fascio di luce visibile anche a 10000 metri).
- 1939 cambiadischi automatico (primo prototipo di juke-box per i dischi a 78 giri; per questa invenzione ricevette un premio di 10.000 lire[12]
- 1940 luxsometro (misuratore di intensità luminosa). Brevettato nel 1940 con il n. 384417
- 1940 automobile autarchica. Brevettato nel 1940 con il n. 381020
- 1940 telefono automatico portatile. Brevettato nel 1940 con il n. 384047.
- 1940 combinatore di numero telefonico (non a disco, ma verticale). Brevetto italiano numero 360507.
- 1941 geo-comando per campi minati (tramite questo comando le mine venivano fatte esplodere a distanza senza alcun pericolo). La prima dimostrazione pratica del funzionamento fu fatta il 9 febbraio 1941.
- 1941 multifono (precursore della moderna segreteria telefonica, registrava le chiamate degli utenti all'amplitele). Brevetto italiano numero 388130.
- 1942 pistola automatica (di forma tubolare, poteva essere nascosta ed azionata con l'incavo della mano e fu utilizzata nei servizi di polizia). Brevetto italiano numero 398121.
- 1942 ondogeno (indirizzato all'uso terapeutico). Brevettato nel 1942 con il n. 391444.
- 1950 neon scrivente (principio fisico che consiste nel sollecitare l'accensione parziale e progressiva dei gas contenuti nei tubi di vetro). Brevettato in Francia con il numero 983700.
- Instamatic (macchina fotografica automatica a 16mm, provvista di caricatore pellicola). Fu commercializzata dalla Kodak.[13]
- 1970 lama indistruttibile per rasoi.[14]